# Universidade da Ática Ocidental
Universidade da Ática Ocidental (em grego: Πανεπιστήμιο Δυτικής Αττικής; romaniz.: Panepistímio Dytikís Attikís) é uma instituição de ensino superior pública grega situada nas cidades de Egáleo e de Atenas.
Ela é resultado da fusão entre o Instituto Educacional e Tecnológico de Atenas e a Universidade de Pireu de Ciências Aplicadas, tornando-se assim a terceira maior universidade grega em número de alunos matriculados, estando atrás apenas da Universidade Nacional Capodistriana de Atenas e da Universidade Aristóteles de Salonica.
Em 2019, a Universidade da Ática Ocidental incorporou a Escola Nacional de Saúde Pública da Grécia, instituição de pesquisa fundada em 1924.

## Infraestrutura
Em 2023, a Universidade da Ática Ocidental tinha uma estrutura composta por três campi, sendo que 2 deles estão situados no município de Egáleo, nas proximidades do Monte Egaleu, na região metropolitana de Atenas, e um deles se encontra localizado no próprio município de Atenas, compreendendo 6 escolas e 27 departamentos.

### Campi
- Campus Atenas: formado pelas instalações da antiga Escola Nacional de Saúde Pública da Grécia, situadas em Leoforos Alexandras, na área central da cidade de Atenas. Atualmente, ela abriga a Escola de Saúde Pública da Universidade da Ática Ocidental.[1]
- Campus Egaleo Park: situado no município de Egáleo;[1]
- Campus Ancient Olive Grove: situado no município de Egáleo.[1]

### Escolas
Distribuídas por seus 3 campi, funcionam 6 unidades acadêmicas da Universidade da Ática Ocidental:
- Escola de Saúde Pública (campus Atenas);
- Escola de Ciências Sociais, Econômicas e Administrativas;
- Escola de Ciências da Alimentação;
- Escola de Ciências do Cuidado e da Saúde;
- Escola de Cultura e Artes Aplicadas;
- Escola de Engenharia.